# 왕굉 (장문)
왕굉(王宏, ? ~ 192년 6월 7일)은 후한 말의 정치가로, 자는 장문(長文)이며 병주 태원군 기현(祁縣) 사람이다. 사도 왕윤의 형이다.

## 생애
젊을 때부터 담대하였으며, 자잘한 형식에 신경쓰지 않는 사람이었다.
처음에 홍농태수를 지냈는데, 임지에서 환관이 작위를 팔아먹은 사건이 벌어졌다. 이에 이천석의 관원이라도 모두 잡아들여 문초하였고, 수십 명을 처형하여 인근 군국에까지 위엄을 떨쳤다.
이후 기주자사로 전임하였다. 왕굉은 성품이 각박하여 사적인 편지는 쓰지 않았고, 호족들을 멀리하였다. 때문에 빈객들은 그를 왕독좌(王獨座)라고 불렀다.
훗날 동생 왕윤이 사도가 되었고, 왕윤은 왕굉을 우부풍으로 전임시키는 한편 같은 군 사람 송익(宋翼)을 좌풍익에 임명하였다. 훗날 이각 등이 장안에 입성하였을 때 왕윤을 죽이려 하였으나, 왕굉과 송익을 두려워하여 실행에 옮기지 못하였다.
때문에 이각 등은 칙명으로 왕굉과 송익을 불러들였다. 왕굉은 송익에게 사자를 보내 말하였다.
| “ | 곽사와 이각은, 우리가 바깥에 있기 때문에 왕공(王公; 왕윤)을 해치지 못하는 것입니다. 오늘 부름에 응한다면, 다음날에 일족이 모두 죽게 될 것입니다. 나가서는 안 됩니다. | ” |

송익이 답하였다.
| “ | 재앙과 복은 예측할 수가 없다 하나, 왕명을 거역할 수는 없습니다. | ” |

왕굉이 다시 말하였다.
| “ | 동탁에 대항한 의병들이 솥과 같이 끓어오르고 있습니다. 또한 저들 은 동탁의 무리에 불과하니, 거병하여 당신 주변의 악인을 벌한다면 필시 산동(山東)에서도 호응할 것입니다. 이것이야말로 전화위복(轉禍爲福)이 되는 계략입니다. | ” |

송익은 왕굉의 말을 듣지 않았고, 왕굉은 송익을 두고 독립할 힘이 없었기 때문에 함께 부름에 응하였다.
이각은 왕굉을 왕윤·송익과 함께 옥에 가두었다. 본래 왕굉은 사례교위 호충(胡种)과 사이가 나빴는데, 왕굉이 투옥되었을 때 호충은 옥졸에게 그를 죽이도록 협박하였다.
왕굉은 사형이 내려지자 비방하는 말을 하였다.
| “ | 송익은 풋내기 선비이며, 큰 계책을 논하기에는 부족하다. 호충은 다른 사람이 화를 입는 것을 즐거워하는데, 곧 그 화가 자기 자신에게 미칠 것이다. | ” |

왕굉은 왕윤·송익과 함께 처형되었다.
훗날 호충은 잠자리에 들 때마다 꿈에 왕굉이 나타나 지팡이로 자신을 때렸는데, 이 때문에 병이 들어 며칠 후에 죽었다.

## 가계

### 관련 인물
왕릉　왕윤
| 전임 여국 | 후한의 우부풍 ? ~ 192년 | 후임 (불명) |